# Галеев, Рузаль Эльмирович
Рузаль Эльмирович Галеев (род. 8 февраля 1995, Казань) — российский хоккеист, нападающий.

## Биография
Воспитанник казанского «Ак Барса». С сезона 2011/12 играл за команды МХЛ «Барс» и МХЛ-Б «Ирбис». С сезона 2014/15 — в «Барсе» в ВХЛ. В 2017 году провёл несколько матчей в ВХЛ за «Нефтяник» Альметьевск. Выступал в ВХЛ за «Тамбов» (2018/19) и «Чэнтоу» (Китай, 2019/20), в чемпионате Казахстана за ХК «Алматы» (2018/19, 2021/22) и «Иртыш» Павлодар (2022/23), в чемпионате Белоруссии за «Металлург» Жлобин (2020/21), в чемпионате Украины за «Днепр» Херсон (2020/21).
Участник юниорского чемпионата мира 2013.